# Teya

Localização de Teya no Iucatã

Teya é um município do estado do Iucatã, no México. A população estimada do município em 2005 era de 1 968 habitantes.